# Hypogastrura viatica
Hypogastrura viatica is een springstaartensoort uit de familie van de Hypogastruridae. De wetenschappelijke naam van de soort is voor het eerst geldig gepubliceerd in 1872 door Tullberg.